# Лазар, Дьюла
Дьюла Лазар (венг. Lázár Gyula; 24 января 1911, Фюзешдьярмат — 27 февраля 1983, Будапешт) — венгерский футболист, полузащитник. После завершения игровой карьеры работал тренером. Именем Лазара назван стадион клуба «Фюзешдьярмат».

## Карьера
Дьюла Лазар начал играть в футбол за команду КАОЕ. В 1929 году он перешёл в клуб «Ференцварош», где дебютировал 13 апреля 1930 года в матче с «Винер» АК, в котором его клуб выиграл 1:0. 27 апреля того же года он сыграл первую встречу в чемпионате страны с «Немзети» (3:1). В первом сезоне Лазар играл мало, проиграв конкуренцию за место в основе Элемеру Беркешши. Но из-за травмы последнего, он стал выходить в основном составе. И даже когда Беркешши восстановился от повреждения, всё равно был твёрдым игроком стартовых 11 человек клуба. В 1932 году Лазар выиграл свой первый титул чемпиона страны, а годом позже отпраздновал победу в Кубке Венгрии. За «Ференцварош» Дьюла выступал 15 сезонов. Он провёл за клуб 510 матчей, по другим данным — 508 матчей, и забил 39 голов, из которых 271 матч и 12 голов в чемпионате Венгрии, 25 матчей и один мяч в Кубке страны, 43 матча и 3 гола в международных клубных турнирах, 14 матчей в прочих венгерских соревнованиях и 157 матчей и 23 гола в товарищеских играх. Лазар выигрывал с клубом пять чемпионатов Венгрии, пять раз получал серебряные медали чемпионата, четыре раза — бронзовые медали. Четыре раза он побеждал в Кубке Венгрии и дважды был финалистом Кубка. В 1937 году он выиграл Кубок Митропы, а ещё три раза выходил в финал этого турнира. Последний матч за «Ференцварош» Лазар сыграл 14 ноября 1943 года с клубом «Уйпешт» (1:2). После этого он выступал за команды «Сентлёринц» и «Херминамезей».
В составе сборной Венгрии Лазар дебютировал 12 апреля 1931 года в матче Кубка Центральной Европы со Швейцарией (6:2). В 1934 году он поехал в составе национальной команды на чемпионат мира, где вышел на поле в одной встрече со сборной Египта (4:2). В следующем матче Лазар участия не принимал, а его команда проиграла со счётом 1:2 Австрии и вылетела из турнира. 4 октября 1936 года Дьюла забил первый и единственный мяч за сборную, поразив ворота Румынии. В 1938 году он поехал на свой второй чемпионат мира. Он участвовал во всех четырёх матчах венгров на турнире. Команда Лазара дошла до финала, где проиграла Италии, таким образом завоевав серебряные медали. Последний матч за сборную Дьюла провёл 6 апреля 1941 года в матче, в котором его команда проиграла Германии со счётом 0:7; это поражение стало одним из крупнейших в истории национальной команды. Всего за Венгрию Лазар сыграл 49 раз и забил 1 гол. Также 20 июня 1937 года Дьюла сыграл матч за сборную Центральной Европы против сборной Западной Европы, в котором его команда победила 3:1.
После завершения игровой карьеры, Лазар работал тренером. В частности он работал со сборной Египта, где помогал главному тренеру команды, своему соотечественнику Палу Титкошу. Под их руководством эта национальная сборная одержала победу в Кубке африканских наций. Позже он возглавлял клуб «Элёре» и греческий «Панатинаикос». Позже он работал в системе молодёжных составов «Ференцвароша».

## Статистика
| Сезон     | Клуб         | Лига       | Чемпионат | Чемпионат |
| Сезон     | Клуб         | Лига       | Игры      | Голы      |
| --------- | ------------ | ---------- | --------- | --------- |
| 1929/1930 | Ференцварош  | Дивизион 1 | 1         | 0         |
| 1930/1931 | Ференцварош  | Дивизион 1 | 19        | 2         |
| 1931/1932 | Ференцварош  | Дивизион 1 | 22        | 1         |
| 1932/1933 | Ференцварош  | Дивизион 1 | 22        | 2         |
| 1933/1934 | Ференцварош  | Дивизион 1 | 22        | 0         |
| 1934/1935 | Ференцварош  | Дивизион 1 | 22        | 2         |
| 1935/1936 | Ференцварош  | Дивизион 1 | 17        | 0         |
| 1936/1937 | Ференцварош  | Дивизион 1 | 24        | 0         |
| 1937/1938 | Ференцварош  | Дивизион 1 | 26        | 3         |
| 1938/1939 | Ференцварош  | Дивизион 1 | 23        | 2         |
| 1939/1940 | Ференцварош  | Дивизион 1 | 7         | 0         |
| 1940/1941 | Ференцварош  | Дивизион 1 | 26        | 0         |
| 1941/1942 | Ференцварош  | Дивизион 1 | 22        | 0         |
| 1942/1943 | Ференцварош  | Дивизион 1 | 11        | 0         |
| 1943/1944 | Ференцварош  | Дивизион 1 | 7         | 0         |
| 1944      | Сентлёринц   | Дивизион 1 | 3         | 0         |
| 1944/1945 | Сентлёринц   | Дивизион 1 | 7         | 0         |
| 1945/1946 | Херминамезей | Дивизион 1 | 19        | 1         |

## Достижения

### Командные
- Чемпион Венгрии: 1931/1932, 1933/1934, 1937/1938, 1939/1940, 1940/1941
- Обладатель Кубка Венгрии: 1932/1933, 1934/1935, 1941/1942, 1942/1943
- Обладатель Кубка Митропы: 1937

### Личные
- Футболист года в Венгрии: 1933